# City of Stoke-on-Trent
City of Stoke-on-Trent är en enhetskommun i grevskapet Staffordshire i England, Storbritannien. Kommunen har 263 490 invånare (2022). Hela kommunen är en unparished area. Den består av staden Stoke-on-Trent med omnejd. Den blev en självständigt enhetskommun 1997.